# Plectrohyla tecunumani
A Plectrohyla tecunumani a kétéltűek (Amphibia) osztályának békák (Anura) rendjébe és a levelibéka-félék (Hylidae) családjába, azon belül a Hylinae alcsaládba tartozó faj.

## Előfordulása
A faj Guatemala endemikus faja; az ország Sierra de los Cuchumatanes hegységében él. Természetes élőhelye szubtrópusi vagy trópusi nedves hegyvidéki erdők,  szubtrópusi vagy trópusi magashegyi rétek, folyók, barlangok. A fajt élőhelyének elvesztése fenyegeti.